# Hestfjall (Borgarfjörður)
Der Hestfjall (221 m) ist ein vulkanischer Berg im Westen Islands im Bezirk Borgarfjörður.

## Name
Der Name bedeutet zu Deutsch Pferdeberg (isl. fjall = dt. Berg). Es gibt zahlreiche Berge in Island, die diesen Namen oder den Namen Hestur (isl. hestur = dt. Pferd) führen.

## Lage
Der Berg liegt ca. 3 km nordwestlich des Sees Skorradalsvatn.
Westlich und nördlich führt die Straße Nr. 50 von Borgarnes ins Reykholtsdalur um ihn herum, östlich die ungeteerte Verbindungsstraße nr. 520 vom Lundarreykjadalur zum Skorradalsvatn und südlich die Verbindungsstraße Nr. 408 vom Skorradalsvatn zum kleinen Kraftwerk Andakilsvirkjun.

## Beschreibung
Der niedrige, aber markante Berg war einst Teil des großen Zentralvulkans, der vor 4 Millionen Jahren aktiv war und vor allem die heutigen Gebirgsmassive Skarðsheiði und Hafnarfjall umfasst. Dies erklärt auch die Funde an Halbedelsteinen und Kristallen in seiner Umgebung.
Der Berg hat einen ovalen Grundriss und erstreckt sich über ca. 4 km von Südwesten nach Nordosten.
Die Westseite des Berges ziert ein auffallender Felsgürtel, der auch zwei hervorstechende ehemalige Ausbruchskanäle aufweisen kann. Diese heißen Festar.

## Besiedelung
Der Berg liegt zwischen den Höfen Fossamelar an seiner Südseite und Hestur an der Nordseite. Letzterer gehört zur Landwirtschaftshochschule in Hvanneyri und wird trotz des in dem Fall irreführenden Namens als Versuchsbauernhof für die Rinderzucht genutzt.

## Wandern am Hestfjall
Es gibt zahlreiche Möglichkeiten auf den Berg zu gelangen. Z. B. kann man vom Hof Fossamelar, aber auch von der Verbindungsstraße 520 aus auf den Gipfel gehen.